# Castelnau-de-Médoc
Castelnau-de-Médoc ist eine französische Gemeinde mit 4.850 Einwohnern (Stand 1. Januar 2022) im Département Gironde in der Region Nouvelle-Aquitaine. Der Ort gehört zum Kanton Le Sud-Médoc.

## Geographie
Castelnau-de-Médoc liegt ca. 30 Kilometer nordwestlich von Bordeaux, in der Landschaft des Médoc. Das Gemeindegebiet gehört zum Regionalen Naturpark Médoc.
Nachbargemeinden sind: Avensan, Moulis-en-Médoc, Sainte-Hélène und Salaunes.

## Geschichte
Im Mittelalter wurde die Gegend von den Grafen von Armagnac beherrscht. Die örtliche hochmittelalterliche Burg wurde 1789 zerstört, mit den Steinen der Ruine baute man örtliche Häuser. Von dieser Burg stammen auch frühere Ortsnamen wie Castel-Novo, der heutige Ortsname stammt von 1957.
Am 13. Juli 1973 wird die Städtepartnerschaft mit der deutschen Gemeinde Bad Sachsa unterzeichnet. Schon ein Jahr später, im Juli 1974, erfolgte die erste Jugendfahrt von Bad Sachsa nach Castelnau, viele weitere folgten jährlich. 1978 wird das deutsch-französische Partnerschaftshaus "Maison de l'Europe" und 2007 der "Place de Bad Sachsa" in Castelnau offiziell Eingeweiht. Im Sommer 2023 wurde das 50-jährige Jubiläum dieser Städtepartnerschaft mit einer Festwoche in Frankreich und Deutschland gefeiert.

## Bevölkerungsentwicklung
| Jahr                       | 1962 | 1968 | 1975 | 1982 | 1990 | 1999 | 2010 | 2017 |
| Einwohner                  | 1388 | 1573 | 2148 | 2621 | 2773 | 3185 | 3728 | 4778 |
| Quellen: Cassini und INSEE |      |      |      |      |      |      |      |      |

## Sehenswürdigkeiten
- Kirche Saint-Jacques
- Waschhaus

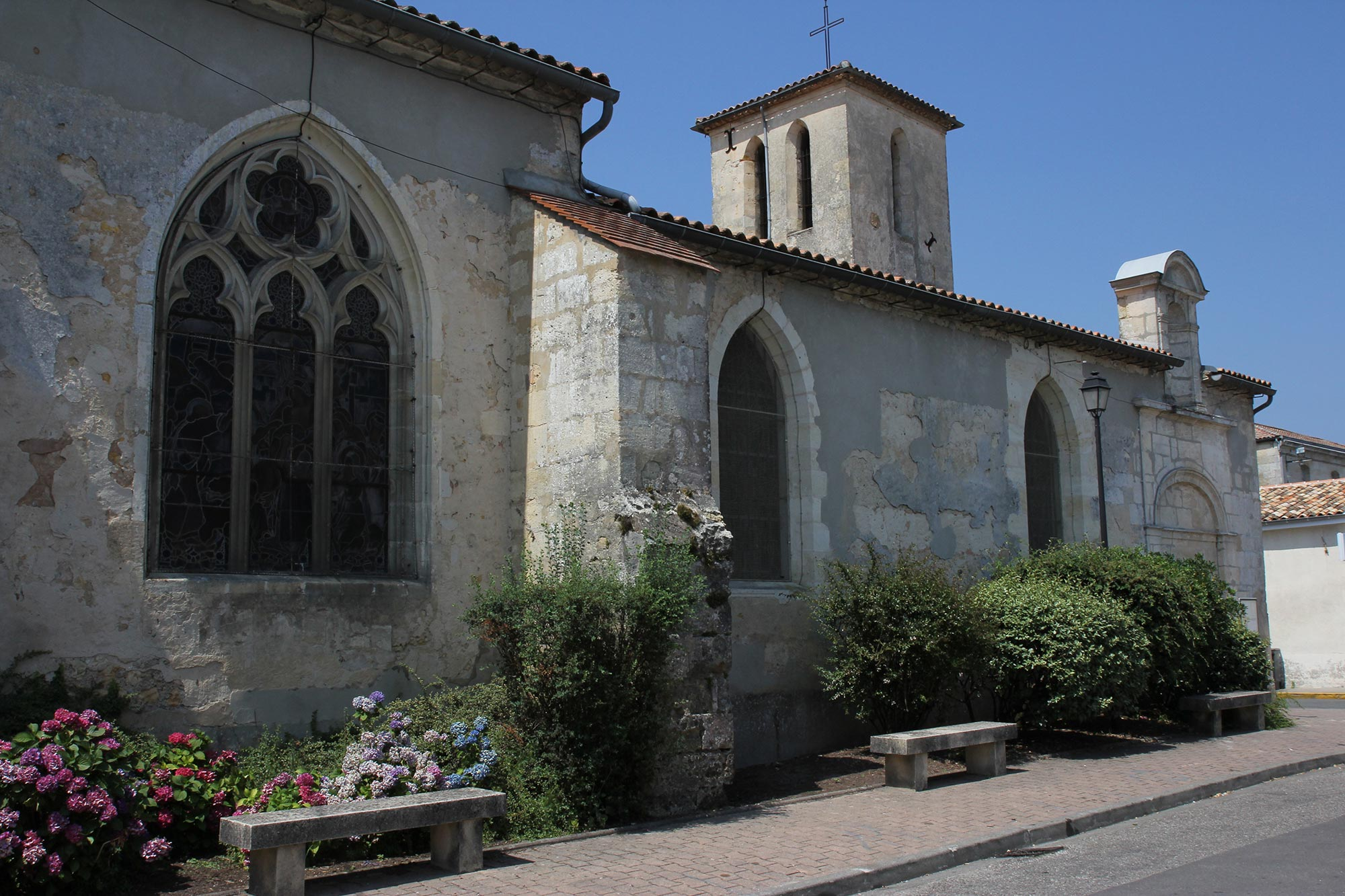
Kirche Saint-Jacques

- Einen Kilometer entfernt liegt das Château du Foulon, ein im 19. Jahrhundert errichtetes Schloss.[3]

## Wirtschaft
Der Ort liegt im Weinbaugebiet Haut-Médoc. Durch dessen Status einer Appellation d’Origine Contrôlée (kurz AOC) hat hier der Weinbau große wirtschaftliche Bedeutung.

## Partnergemeinde
- Bad Sachsa, (Niedersachsen) in Deutschland, seit 1973